# ثانوية ويليام هوارد تافت الحكومية
ثانوية ويليام هوارد تافت الحكومية (بالإنجليزية: William Howard Taft Charter High School)‏ هي ثانوية عامة تقع على زاوية شارع فينتورا بوليفارد وشارع ويننيتكا في منطقة وودلاند هيلز بوادي سان فيرناندو في لوس أنجلوس، بكاليفورنيا، داخل منطقة مدارس لوس أنجلوس الموحدة. اكتسبت المدرسة حالة ميثاق الانتساب بدءًا من العام الدراسي 2013-2014.

## التاريخ
كانت في دائرة المدارس الثانوية في لوس أنجلوس حتى عام 1961، بعدما اندمجت في LAUSD.